# ベストカップル歌合戦
『ベストカップル歌合戦』（ベストカップルうたがっせん）は、1987年4月10日から同年9月18日まで日本テレビ系列局で放送されていた日本テレビ製作の歌謡バラエティ番組である。住友生命の一社提供で、日本テレビでは最後の同社一社提供番組となった。放送時間は毎週金曜 19:00 - 19:30 （日本標準時）。

## 概要
『人気スターチーム対抗歌合戦』の後継番組で、前番組と同様に『歌まね振りまねスターに挑戦!!』のスタッフが手掛けていた。レギュラー陣も前番組と同じメンバーだったが、マスコットキャラクターを務めていたカケフくんとナレーターを担当した大沢悠里（当時はTBS（当時の社名は東京放送）の局アナで、当初よりもTBSに復帰していた）は多忙につきレギュラーから外された。代わって、当時日本テレビアナウンサーの小倉淳がナレーターとしてレギュラー出演している。芸能人が歌を披露するという形式は前番組と同じだったが、本番組では夫婦・親子・親戚・兄弟（兄妹／姉弟／姉妹）・仲間などによる2人4組のチームに分かれて自慢ののどを競いあう形式に変更された。
前番組と同様に、番組序盤ではチーム4組による歌を披露していた。中盤では早押しによるカラオケ歌合戦を行い、そして終盤ではチームの代表者による熱唱で競いあっていた（いずれも前番組に比べ、コーナーの時間が若干短くなった）。その後に審査員が採点をし、勝利チームを決定した。勝利チームにはトロフィーと週替わりの豪華商品が贈られた。
オープニングの提供読みは小倉が担当しており、「この番組は、安心 今日から明日へ住友生命の提供でお送りいたします。」とアナウンスされていた。番組放送当時、住友生命の店舗や代理店内にはこの番組の宣伝ポスターが飾られていた。

## 出演者

### 司会
- 岡田眞澄
- 中村結美

### アシスタント
- アイリーン&エリカ
- ほか

### ナレーター
- 小倉淳（当時日本テレビアナウンサー）

## 放送局
系列はネット終了時のもの。
| 放送対象地域   | 放送局         | 系列                                         | 備考   |
| -------------- | -------------- | -------------------------------------------- | ------ |
| 関東広域圏     | 日本テレビ     | 日本テレビ系列                               | 製作局 |
| 北海道         | 札幌テレビ     | 日本テレビ系列                               |        |
| 青森県         | 青森放送       | 日本テレビ系列 テレビ朝日系列                |        |
| 岩手県         | テレビ岩手     | 日本テレビ系列                               |        |
| 宮城県         | ミヤギテレビ   | 日本テレビ系列                               |        |
| 秋田県         | 秋田放送       | 日本テレビ系列                               |        |
| 山形県         | 山形放送       | 日本テレビ系列 テレビ朝日系列                |        |
| 福島県         | 福島中央テレビ | 日本テレビ系列                               |        |
| 山梨県         | 山梨放送       | 日本テレビ系列                               |        |
| 新潟県         | テレビ新潟     | 日本テレビ系列                               |        |
| 長野県         | テレビ信州     | テレビ朝日系列 日本テレビ系列                |        |
| 静岡県         | 静岡第一テレビ | 日本テレビ系列                               |        |
| 富山県         | 北日本放送     | 日本テレビ系列                               |        |
| 石川県         | 石川テレビ     | フジテレビ系列                               |        |
| 福井県         | 福井放送       | 日本テレビ系列                               |        |
| 中京広域圏     | 中京テレビ     | 日本テレビ系列                               |        |
| 近畿広域圏     | 読売テレビ     | 日本テレビ系列                               |        |
| 鳥取県・島根県 | 日本海テレビ   | 日本テレビ系列 テレビ朝日系列                |        |
| 広島県         | 広島テレビ     | 日本テレビ系列                               |        |
| 山口県         | 山口放送       | 日本テレビ系列 テレビ朝日系列                |        |
| 徳島県         | 四国放送       | 日本テレビ系列                               |        |
| 香川県・岡山県 | 西日本放送     | 日本テレビ系列                               |        |
| 愛媛県         | 南海放送       | 日本テレビ系列                               |        |
| 高知県         | 高知放送       | 日本テレビ系列                               |        |
| 福岡県         | 福岡放送       | 日本テレビ系列                               |        |
| 長崎県         | テレビ長崎     | フジテレビ系列 日本テレビ系列                |        |
| 熊本県         | 熊本県民テレビ | 日本テレビ系列                               |        |
| 大分県         | テレビ大分     | フジテレビ系列 日本テレビ系列 テレビ朝日系列 |        |
| 宮崎県         | テレビ宮崎     | フジテレビ系列 日本テレビ系列 テレビ朝日系列 |        |
| 鹿児島県       | 鹿児島テレビ   | フジテレビ系列 日本テレビ系列                |        |
| 沖縄県         | 沖縄テレビ     | フジテレビ系列                               |        |

## その他
- 放送は半年で終了し、これで1986年4月開始の『青春アニメ全集』以来続いてきた日本テレビ製作による住友生命一社提供番組シリーズは事実上終了した。

| 日本テレビ系列 金曜19:00枠 【本番組まで住友生命一社提供枠】 | 日本テレビ系列 金曜19:00枠 【本番組まで住友生命一社提供枠】 | 日本テレビ系列 金曜19:00枠 【本番組まで住友生命一社提供枠】             |
| 前番組                                                      | 番組名                                                      | 次番組                                                                  |
| ----------------------------------------------------------- | ----------------------------------------------------------- | ----------------------------------------------------------------------- |
| 人気スターチーム対抗歌合戦 （1987年1月9日 - 1987年3月20日） | ベストカップル歌合戦 （1987年4月10日 - 1987年9月18日）      | ニッポン快汗マップ ガムシャラ十勇士!! （1987年10月9日 - 1988年3月25日） |